# Mahóniodřišťál Neubertův
Mahóniodřišťál Neubertův (× Mahoberberis neubertii) je stálezelená nebo opadavá okrasná dřevina podobná dřišťálům. Pěstitelské nároky jsou jako u druhu mahónie Mahonia a., pěstitelský význam okrajový, je pěstován jako zajímavost.

## Původ
Dřevina je mezidruhový kříženec Mahonia aquifolium a Berberis vulgaris.  Jde o náhodného křížence vzniklého před rokem 1850 v Bollweiler v Alsasku. V roce 1850 byl uveden do kultury a popsán.

## Popis
Stálezelený keř v tuhých zimách poloopadavý, vejčitý až široce kuželový habitus. Vícečetné vystoupavé kosterní větve, kratší postranní, kůra tmavá světle rozbrázděná, připomínající strukturou mahon a barvou berberis, listové pupeny tm.červené, listy tuhé, kožovité, nepravidelně zvlněné, zubatě ostnité, střídavé. Listy na mladém dřevě přisedlé, na starším vícečetné na krátkém řapíku, čepel proměnlivého tvaru od téměř kulaté až po podlouhle vejčitou 2 – 7 cm svrchu tmavě zelená lesklá, vespod šedavě zelená s výraznou zelenou žilnatinou, báze listu klínovitá. Listy na starém dřevě 3 až 5četné na červeném nedlouhém řapíku. Kvete zcela výjimečně, plody nejsou známy. Na suchých půdách a slunečném stanovišti je kompaktní s převládajícími přisedlými listy. Na půdách vlhkých je volnějšího habitu, listy větší a vícečetné, delší internodia.

## Nároky
Na půdu a klima nenáročný, Velmi nenáročný v kultuře příliš nerozšířený keř. Trpí padlím.

## Varieta "Latifolia"
Existuje jediná růstová varieta, kultivar „Latifolia“ (×Mahoberberis neubertii „Latifolia“, což přeloženo znamená se širšími listy), která vznikla výběrem z původního druhu. Listy bývají zkrácené, širší než u původního druhu. Habitus rostliny je široce kuželový, růst poněkud pomalejší, dorůstá až do výšky 2 metrů. Na suchých a světlých stanovištích jsou odlišné znaky kultivaru výraznější, na vlhčích připomíná tato varieta více původní druh. Množí se výhradně řízkováním polovyzrálými řízky.